# Pterostichus sierranus
Pterostichus sierranus är en skalbaggsart som beskrevs av Thomas Casey. Pterostichus sierranus ingår i släktet Pterostichus och familjen jordlöpare. Inga underarter finns listade i Catalogue of Life.